# Toxolasma
Toxolasma је род слатководних шкољки, мекушаци из породице Unionidae.

## Врсте
Врсте у оквиру рода Toxolasma:
- Toxolasma corvunculus (Lea, 1868) – southern purple lilliput
- Toxolasma cylindrellus (Lea, 1868) – pale lilliput, pale lilliput pearly mussel
- Toxolasma lividum Rafinesque, 1831 – purple lilliput
- Toxolasma mearnsi (Simpson, 1900) – western lilliput
- Toxolasma parvum (Barnes, 1823) – lilliput
- Toxolasma paulum (Lea, 1840) – iridescent lilliput
- Toxolasma pullus (Conrad, 1838) – Savannah lilliput
- Toxolasma texasiense (Lea, 1857) – Texas lilliput

## Синоними
- Carunculina Simpson in F.C. Baker, 1898
- Toxelasma Agassiz, 1846